# Zoé Chauveau
Zoé Chauveau, all'anagrafe Dominique Sabine Zoé Chauveau (Boulogne-Billancourt, 28 marzo 1959), è un'attrice francese.

## Biografia
Apparsa da bambina in pubblicità di abiti per bambini, nel 1965 posa con il fratello minore, César, accanto alla figlia di Kennedy e a Neil Armstrong per delle foto pubblicitarie. Sposata con Jean Francois Rock, ha una figlia, Charlotte, e un figlio, Gabriel. All'inizio degli anni novanta ha deciso di interrompere la sua carriera per dedicarsi alla vita familiare.

## Filmografia

### Cinema
- L'ombre des châteaux (1976)
- Chissà se lo farei ancora (Si c'était à refaire, 1976)
- Moi, Fleur Bleue, regia di Éric Le Hung (1976)
- Violette Nozière (1978)
- Girls (1980)
- L'Empreinte des géants, regia di Robert Enrico (1980)
- Longshot (1981)
- Le ragazze di Grenoble  (Les Filles de Grenoble, 1981)
- Il conte Tacchia, regia di Sergio Corbucci (1982)
- Le Jeune Marié (1983)
- Bobby et l'aspirateur (1989)
- À bas l'éternité (1990)

### Televisione
- Brigade des mineurs (1978)
- Une Absence prolongée (1978)
- Les rendez-vous du dimanche – serie TV (1980)
- Le Boulanger de Suresnes (1981)

## Doppiatrici italiane
- Emanuela Rossi in Il conte Tacchia